# Kwanza Południowa
Kwanza Południowa (port. Kwanza-Sul lub Cuanza-Sul) – jedna z 18 prowincji Angoli, znajdująca się w zachodniej części kraju, nad Oceanem Atlantyckim. Od północy graniczy z prowincjami Bengo i Kwanza Północna, od północnego wschodu z prowincją Malanje, od południowego wschodu z Bié i od południa z Huambo i Benguelą.
Prowincja zamieszkana jest głównie przez lud Mbundu.

## Gospodarka
Gęste sieci rzek w prowincji nawadniają gleby dla rolnictwa, a także sprzyjają działalności rybackiej. Do najważniejszych rzek w prowincji należą: Kuanza, Longa, Queve, Cubal i Cambongo.
Kawa, bawełna, owoce, ryż, tytoń i bataty to główne produkty rolne. Kwanza Południowa razem z prowincją Uíge były jednymi z najbardziej dotkniętych przez wojnę domową w Angoli. Jednak od tamtego czasu częściowo zostały odbudowane i w roku 2014 odpowiadały wspólnie za 77% krajowej produkcji kawy.
W 2014 roku złowiono ponad 17 tys. ton ryb, co stanowiło wzrost o prawie 1,5 tys. z rokiem poprzednim. Najczęściej łowionymi rybami są sardynki, następnie makrele, marionga, cachucho i krewetki.

## Podział administracyjny
W skład prowincji wchodzi 12 hrabstw:
| - Amboim - Cassongue - Conda - Ebo - Kibala - Kilenda - Libolo - Mussende - Porto Amboim - Sumbe - Uko-Seles - Cela (z siedzibą Waku-Kungo) |